# Isle of Wight County
Isle of Wight County (engelskt uttal: [ˌaɪləvˈwaɪt ˈkaʊn.t̬i]) är ett administrativt område i delstaten Virginia, USA. År 2010 hade countyt 35 270 invånare. Den administrativa huvudorten (county seat) är Isle of Wight. 

## Geografi
Enligt United States Census Bureau så har countyt en total area på 940 km². 818 km² av den arean är land och 121 km² är vatten.      

### Angränsande countyn
- Southampton County - syd & väst
- Surry County - nordväst